# Košíře

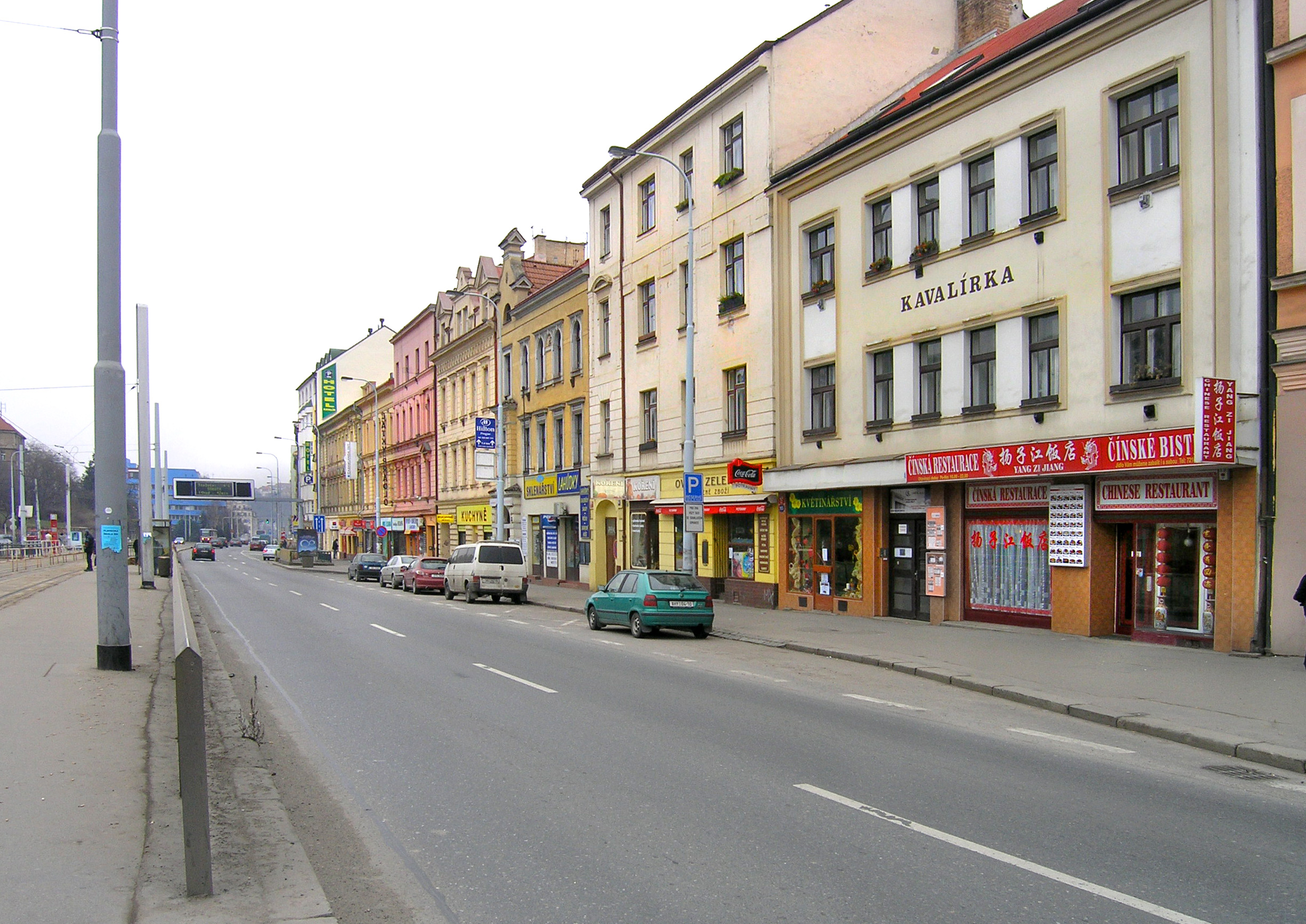
Straat in Košíře

Košíře is een wijk van de Tsjechische hoofdstad Praag. Tot 1922 was het een zelfstandige gemeente, die van 1896 tot 1922 zelfs stadsrechten had. Nou is het een onderdeel van het gemeentelijk district Praag 5 en heeft het 14.516 inwoners (2006).
In Košíře is de softbalclub SC Čechie Praag gevestigd. Van deze club is het mannenteam drie keer Tsjechisch kampioen geworden en in 2002 Europees kampioen. Het vrouwenteam is eenmaal Tsjechisch kampioen geworden.